# Daisuke ART
Daisuke ART（ダイスケアート）のアーティスト名で活動する宮本 大輔（みやもと だいすけ、1982年〈昭和57年〉4月23日 - ）は、日本の画家、ライブペインター。男性。福岡県福岡市南区生まれ。アートプロ集団COLOR WORKS JAPAN代表。

## 概要
クラーク記念国際高等学校東京キャンパス卒業。27歳のときから活動を本格化させ、アートディレクター、ライブペインターとして活動。
2016年パリ、ルーブル美術館（作品展示、ライブペイント）アートフェア、韓国大邱市で行われた、テグインターナショナルボディペインティングフェスティバル世界大会、日本代表にも選ばれ。他にも、福岡ソフトバンクホークス、SONYstoreコラボ企画、博多座出演やアートパフォーマンスショーも行っている。
年間40以上のライブペイン出演や、アートイベント企画プロデューサーとしても活躍している。活動では、社会問題に取り組んでおり、(SDGs)町起こしや被災地域支援、、若手アーティスト支援、各地域の学校を周り「夢の見つけ方」講演など、アートを通じて支援も行っている。
アートを通じて世界的に注目されている。

## 出演・仕事

### 経歴
- 2014 博多阪急作品展示
- 2015 福岡アジア美術館
- 2015 福岡PARCO.天神ラボ
- 2015 サンセットライブ
- 2015 バーニーズニューヨーク福岡
- 2016 東京都美術館
- 2016 福岡アジア美術館
- 2016 DaisukeART ギャラリー設立　(ギャラリー アトリエ)
- 2016 熊本支援募金 活動 (天神中央公園)
- 2016 熊本復興支援イベント (熊本 :古木屋)
- 2016 ART-BATTLES バトル (出場)
- 2016 百貨店 岩田屋 ショーウィンドー
- 2016 百貨店 岩田屋 レセプションパーティー
- 2016 パリ Galerie Ligne 13 (展示)
- 2016 パリ ルーブル美術館 (作品展示、ライブペイント)アートフェア
- 2017 QUANTIC (チャペル)　黒田卓也×宮本大輔 コラボ企画(ライブペイント)
- 2017 ホテル オークラ(ライブペイント)
- 2017 福岡ソフトバンクホークス／鷹の祭典2017 X 宮本大輔コラボ企画　百貨店岩田屋ショーウインドウ(ライブペイント)
- 2018 SONYstore ×宮本大輔コラボ企画　ソニーストア福岡天神（ライブペイント）
- 2018 宮本大輔　×　Endo Masamiコラボ企画　アートショー/アクロス福岡イベントホール
- 2018 ミス・アースジャパン福岡　アートショー/ウィズザスタイル福岡
- 2018 ロイヤルチェスター福岡（ライブペイント）
- 2019 資生堂×宮本大輔 /DaisukeART コラボ企画　岩田屋本館(アートパフォーマンスショー)
- 2019 海の中道海浜公園×宮本大輔/DaisukeART コラボ企画 みんなで描く巨大アート
- 2019 DRUM TAO 舞台 アート提供
- 2019 豊洲PIT(東京) アートパフォーマンスショー　(4千人規模)
- 2019 ミス・アース・ジャパン福岡(ライブペイント、作品展示)  スカラエスパシオ
- 2020 TOYOTA新型ヤリスクロス×宮本大輔ネッツトヨタコラボ企画 　　　会場：ソラリアステージ
- 2020 海の中道海浜公園×宮本大輔/DaisukeART コラボ企画   　　　みんなで描く巨大アート
- 2021 博多座　出演（アートパフォーマンス）
- 2021 奄美大島町おこしプロジェクト          (SDGs奄美大島の海洋環境問題取り組み)
- 2021 沖縄県宮古島　          ソフトバンク×DaisukeARTコラボイベント
- 2021宮古島市長の座喜味 一幸様と対談         (環境問題について対談）
- 2021 海の中道海浜公園×DaisukeART コラボ企画　          みんなで描く巨大アートアートサイズ: 10m×1m60cm
- 2021 TSUTAYA 天神ショッパーズ店　壁画制作
- 2021　九州国立博物館　アート作品展示
- 2021  FUKUOKA BENCH ART(町おこし)           福岡青年会議所×DaisukeART                           福岡、大井中央公園のベンチ34ヶ所をアーティスト、           皆んなでアート(球場の壁画制作、企画提案)
- 2021 第六回ARTRIBEライブペイントバトル　          主催イベント開催 会場：WITH THE STYLE
- FUKUOKA2021 2021 DaisukeART個展 会場：WITH THE STYLE FUKUOKA
- 2021 HKT48×DaisukeART (テレビ出演)          RKB毎日放送「超科学アイドルメディアHKTV」

### メディア出演・掲載
- NHK 国際報道 2016 出演
- イオンシネマ大野城 (上映会、トークショー)
- 九州朝日放送 KBC ドォーモ
- KBC九州朝日放送 アサデス 出演
- AmebaTV 出演
- HKT48×DaisukeART (テレビ出演) RKB毎日放送「超科学アイドルメディアHKTV」
- KBC毎日放送「朝イチスクープ」
- 宮古島新聞
- FM局(FLASH RADIO) ラジオ 出演
- NBCラジオ佐賀
- キャナルシティCM 出演
- 経済情報誌「ふくおか経済」

### 店舗デザイン
- 百貨店 岩田屋ショーウィンドー
- 大名 101
- ART BAR SSS
- BRUNT JET
- 七輪焼肉 ばかとあほ 大橋店
- 旬菜市場 VEGE KING
- ワコーハイツ
- KUMA式健康法
- 書美院

### 子供アート教室
- イオン福岡東店
- イオン八代店
- イオン福岡店
- イオン穂波店
- イオン延岡

### 講演
- おおぞら高等学院（特別授業）
- 第一学院高等学校 (特別授業)

### 商品
- メトロポリタンクロスボトル DaisukeART×MetropolitanCROSSbottle